# Koto Dua Baru
Koto Dua Baru is een bestuurslaag in het regentschap Kerinci van de provincie Jambi, Indonesië. Koto Dua Baru telt 729 inwoners (volkstelling 2010).